# Kaare Olsen Nielsen
Kaare Olsen Nielsen (Iquique, 14 de junio de 1908-1985) fue un marino, diplomático y político chileno de ascendencia noruega, que se desempeñó como ministro de Relaciones Exteriores de su país, durante el segundo gobierno del presidente Carlos Ibáñez del Campo entre 1955 y 1956.

## Familia
Nació en la ciudad chilena de Iquique el 14 de junio de 1908, hijo de los inmigrantes noruegos Harald Einar Olsen y Emilia Matilde Nielsen. Se casó con la descendiente alemana Dorothy Irene Hornsby von Rau, con quien tuvo dos hijos, Harold Edward y Sara Isabel.

## Carrera naval
Ingresó como cadete a la Escuela Naval Arturo Prat en 1924, egresando en 1926 con el grado de guardiamarina. En 1931, actuó con el grado de teniente como instructor de dicha escuela, y entre 1937 y 1938, designado como comandante de la escampavía "Sobenes". Luego, entre 1939 y 1940 se desempeñó como jefe de Estudios de la Escuela Naval, y al año siguiente, comandante segundo del destructor "Orella". Después, asumió como jefe de la Sección de Bienestar Social del apostadero de Talcahuano, y como subdirector de la Escuela Naval.
Desde 1948 hasta 1950, sirvió en el extranjero como agregado militar naval en Londres, Inglaterra, designado por el presidente radical Gabriel González Videla. En enero de ese último año, fue nombrado como jefe del Departamento de la Dirección de Personal de la Armada de Chile. Durante el desempeño de esa misión, en 1949 se le ascendió a capitán de navío.
Más adelante, en 1952, fue nombrado como contralor de la Armada y comandante del crucero "Prat". Al año siguiente, ejerció como director de la Escuela Naval, y en 1953 con el ascenso a contraalmirante, fungió como director de Armamentos e Instrucción de Escuelas.
Con ocasión de la segunda administración del presidente Carlos Ibáñez del Campo, el 30 de mayo de 1955, fue nombrado como titular del Ministerio de Relaciones Exteriores, cargo que ocupó hasta el 2 de enero de 1956. Durante su período en el puesto gubernamental, por diversas razones, fue subrogado por otros ministros del gabinete; entre el 16 de junio y el 4 de julio de 1955, por el ministro del Interior, Osvaldo Koch Krefft; y entre los días 3 y 10 de agosto del mismo año, por el ministro de Economía y Comercio, Arturo Zúñiga Latorre. Además, entre el 6 de abril y el 2 de junio, asumió en calidad de suplente como ministro de Educación Pública, reemplazando a Tobías Barros Ortiz.
Posteriormente, bajo la dictadura militar liderada por el general Augusto Pinochet, en octubre de 1973 fue designado como embajador de Chile en el Reino Unido, sirviendo en esas funciones diplomáticas hasta 1980.
Fue socio del Club Naval de Chile. Falleció en 1985.